# Constitución de Azerbaiyán

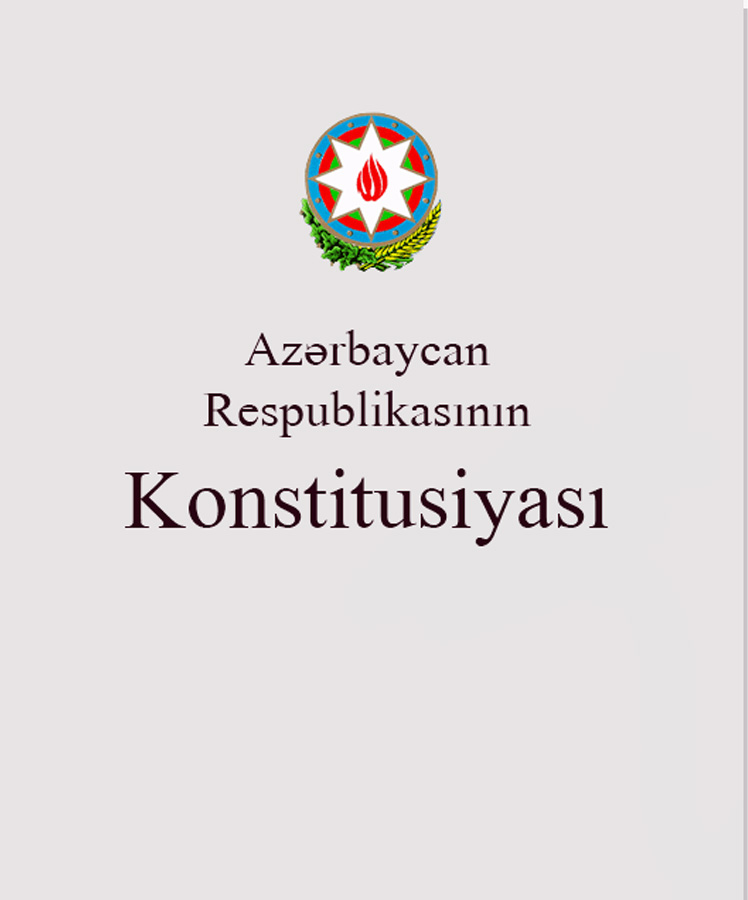
El libro de la constitución de la República de Azerbaiyán (en azerí)

La Constitución de la República de Azerbaiyán (en azerí: Azərbaycan Respublikasının Konstitusiyası) fue adoptada por un referéndum nacional azerí el 12 de noviembre de 1995 por referéndum popular, que entró en vigor el 27 de noviembre de 1995. La Constitución fue modificada dos veces, en el 24 de agosto de 2002 y el 18 de marzo de 2009. Los contenidos de la Constitución incluyen el preámbulo, nueve secciones, y 158 artículos.

## La ley suprema
La Constitución es la ley suprema y se aplica directamente en todo el territorio de Azerbaiyán (artículo 147). La Constitución proclama el establecimiento de un Estado democrático, jurídico, laico y unitario, en el que el poder estatal se basa en el principio de separación de poderes (artículo 7). Como la ley fundamental del Estado, la Constitución define la estructura del gobierno, derechos fundamentales, las libertades y responsabilidades de sus ciudadanos, así como las facultades de los poderes legislativo, ejecutivo y judicial.
La Asamblea Nacional de la República de Azerbaiyán aprueba las leyes constitucionales, leyes y decretos, mientras que el Presidente de Azerbaiyán (el órgano supremo del poder ejecutivo) y el Gabinete de Ministros que está presidido por el primer ministro de Azerbaiyán aprueba los decretos y órdenes.
La Constitución contiene disposiciones específicas sobre los derechos de propiedad intelectual en el artículo 30, en el que se proclama el derecho de todos a la propiedad intelectual, artículo 51, en el que se proclama el derecho de todos de realizar una actividad literaria y artística, científico-técnica y de otro tipo, y artículo 23, sobre los símbolos del Estado de Azerbaiyán (Bandera, Emblema e Himno del Estado). 
La Constitución contiene disposiciones específicas sobre los derechos de propiedad intelectual: el derecho de la propiedad intelectual (artículo 30), las obras literarias o artísticas, los descubrimientos científicos o técnicos estudiados (artículo 51). 
Además, la Constitución también contiene disposiciones sobre los derechos de propiedad (arts. 13 y 29) y en el desarrollo económico y la competencia (artículo 15). 
Dados los poderes constitucionales del Presidente de la República, Azerbaiyán es una república presidencialista, con el presidente de Azerbaiyán como el jefe de Estado, y el primer ministro de Azerbaiyán como jefe de Gobierno. De acuerdo con la Constitución, el presidente de la República nombra al primer ministro basándose en la distribución de los escaños en la Asamblea Nacional. El Presidente también nombra (o destituye de su cargo) a los miembros del Gobierno y el primer ministro.

## Las reformas constitucionales

### 2002
En agosto de 2002, se aprobó en referéndum una reforma constitucional que afectaba a aspectos importantes del sistema: adopción de un sistema electoral mayoritario puro para la Asamblea (el inicial era parcialmente proporcional), reducción de la mayoría necesaria para ser elegido Presidente (de 2/3 a mayoría simple de los votos) y sustitución del Presidente del Parlamento por el primer ministro, como sucesor del Presidente de la República, en caso de muerte o incapacidad de éste).

### 2009
El presidente Ilham Aliyev logró una contundente victoria en el referéndum para modificar la Constitución celebrado el 18 de marzo de 2009 (total de 41 enmiendas). Tras la reforma, el presidente puede presentarse a la reelección sin el límite actual de dos legislaturas.  
De acuerdo con la Comisión Electoral Central, el 92% de los votantes dieron su voto afirmativo en el referéndum, con una participación del 71%.

### 2016
El 26 de septiembre de 2016, en Azerbaiyán, se celebró el Referendo sobre la introducción de enmiendas en la Constitución del País. Según las encuestas tomadas a unos doce mil votantes, en el referéndum participó un total de un 66.8% de las personas con derecho al voto. Un 80% se expresó a favor por las 29 enmiendas y cambios en la Constitución.
Además, las modificaciones constitucionales incluyen la ampliación del mandato presidencial de cinco a siete años y agregan a las prerrogativas del jefe del Estado la de disolver el Parlamento y convocar, por iniciativa propia, a elecciones presidenciales anticipadas.  Además, se crean el cargo de vicepresidente y/o primer vicepresidente, que tomaría los poderes y las obligaciones del presidente en caso de quedar vació el cargo del presidente o cuando el presidente no pudiera cumplir sus obligaciones (los candidatos para los dos cargos serán elegidos por el presidente).
Otras de las innovaciones propuestas, que deben ser votadas una a una, eliminan la edad mínima para los candidatos presidenciales, que actualmente es de 35 años y bajan la de los candidatos al Parlamento de 25 a 18 años.
Según los resultados oficiales los votantes aceptaron todas las propuestas del referéndum. Un 91.03% se expresó a favor de alargar la legislatura presidencial. El resto de las propuestas contaba con una aceptación de entre 83.2% y 93.01%